# Thomas Foley (sciatore)
Thomas Foley detto Thos (Kenmare, 9 novembre 1979) è un ex sciatore alpino e sciatore freestyle irlandese.

## Biografia
Foley iniziò la sua carriera nello sci alpino: attivo dal gennaio del 1999, esordì ai Campionati mondiali a Sankt Anton am Arlberg 2001, classificandosi 41º nello slalom gigante; nelle successive rassegne iridate di Sankt Moritz 2003 e Bormio/Santa Caterina Valfurva 2005 nella medesima specialità fu rispettivamente 51º e 53º. Dalla stagione 2005-2006 si dedicò anche al freestyle, specialità ski cross, e nel mese di gennaio esordì sia nella Coppa Europa di sci alpino, il 24 a Châtel in supergigante senza completare la prova, sia nella Coppa Europa di freestyle, il 28 gennaio a Zweisimmen (22º); ottenne il miglior piazzamento nel circuito continentale di sci alpino il 3 febbraio successivo a Veysonnaz in supergigante (54º), alla sua terza e ultima gara nel circuito, e nello stesso anno prese parte ai suoi unici Giochi olimpici invernali, Torino 2006, classificandosi 31º nello slalom gigante.
Esordì nella Coppa del Mondo di freestyle il 10 gennaio 2007 a Flaine piazzandosi 60º: tale risultato sarebbe rimasto il migliore di Foley nel circuito. Ai Mondiali di sci alpino di Åre 2007, suo congedo iridato, si piazzò 35º nello slalom gigante; il 23 marzo 2008 ottenne a Horní Mísečky il miglior piazzamento nella Coppa Europa di freestyle (9º), mentre ai Mondiali di freestyle di Inawashiro 2009, sua unica presenza iridata nella disciplina, fu 45º. Si ritirò durante la stagione 2009-2010: la sua ultima gara nel freestyle fu la prova di Coppa del Mondo disputata a Les Contamines il 9 gennaio (78º), mentre la sua ultima gara in carriera fu lo slalom speciale FIS di Champéry/Les Crosets del 20 gennaio. Non debuttò nella Coppa del Mondo di sci alpino.